# کریکیت (کارولینای شمالی)
کریکیت (به انگلیسی: Cricket) شهری در ایالت کارولینای شمالی کشور ایالات متحده آمریکا است که جمعیت آن در سرشماری سال ۲۰۱۰ میلادی، ۱٬۸۵۵ نفر بوده‌است.